# Тонбэк (станция метро)
«Тонбэк» (кор. 동백) — подземная станция Пусанского метро на Второй линии. Она представлена двумя боковыми платформами. Станция обслуживается Пусанской транспортной корпорацией. Расположена в квартале У-дон административного района Хэундэ-гу города-метрополии Пусан (Республика Корея). Как следует из названия, остров Тонбэксом находится в непосредственной близости от станции. На станции установлены платформенные раздвижные двери.
Станция была открыта 29 августа 2002 года.
Рядом со станцией расположены:
- Тонбэксом
- Ж.-д. станция Уиль
- Отель «Вестин Чосон Пусан»